# Attentat de Yom Kippour à Halle-sur-Saale
L'attentat de Yom Kippour à Halle-sur-Saale est un attentat terroriste antisémite d'extrême droite qui s'est déroulé le 9 octobre 2019 à Halle-sur-Saale, dans le Land de Saxe-Anhalt, en Allemagne. Il a lieu vers 12 h 30 et fait deux morts et deux blessés graves. Visant la communauté juive de Halle-sur-Saale le jour de la fête juive de Yom Kippour, le terroriste qui n'a pu entrer dans la synagogue abat une femme dans la rue et le client d'un restaurant kebab, l'assaillant visant également la communauté turque d'Allemagne. Un néonazi allemand de 27 ans, Stephan Balliet, est arrêté après avoir été blessé par la police, inculpé pour deux meurtres et sept tentatives de meurtre, et condamné en décembre 2020 à l'emprisonnement à perpétuité avec une période de sûreté de 15 ans.

## Contexte
L'attentat de Halle-sur-Saale se déroule quelques mois après un autre attentat d'extrême droite, l'assassinat de Walter Lübcke : le 2 juin 2019 un terroriste néonazi avait assassiné chez lui l'homme politique CDU/CSU Walter Lübcke, parce qu'il défendait la politique d'accueil des réfugiés. De manière générale, plus de 12 700 extrémistes de droite jugés dangereux sont recensés par les autorités allemandes.
Il reproduit un schéma déjà vu dans les attentats de Christchurch, les plus meurtriers de 2019 et aussi d'extrême droite, à savoir commettre une fusillade et la diffuser en direct sur Internet – sur Facebook Live dans le cas de Christchurch et sur Twitch pour celui de Halle-sur-Saale.
Il se produit aussi dans un contexte de montée de l'antisémitisme en Allemagne, liée à l'islamisme, mais avant tout liée à la progression de l'extrême droite allemande et du complotisme. En 2018, 1 800 actes antisémites ont été recensés, ce qui représente une augmentation de 20 % des actes recensés par rapport à 2017. En 2019, 2032 actes d'insultes et d'agressions ont été commis contre les Juifs en Allemagne, ce qui représente encore une augmentation de 13% par rapport à 2018, commis dans 93.4% des cas par l'extrême-droite allemande.
Il a aussi lieu deux jours après un attentat commis par un Syrien. Le 7 octobre un homme vole un camion et fonce volontairement sur plusieurs véhicules arrêtés à un feu rouge causant 9 blessés dont l'assaillant. Les autorités qualifient cet acte comme terroriste le lendemain.
L'attentat de Halle-sur-Saale est commis le jour du Yom Kippour, la plus importante fête religieuse juive.

## Déroulement des faits

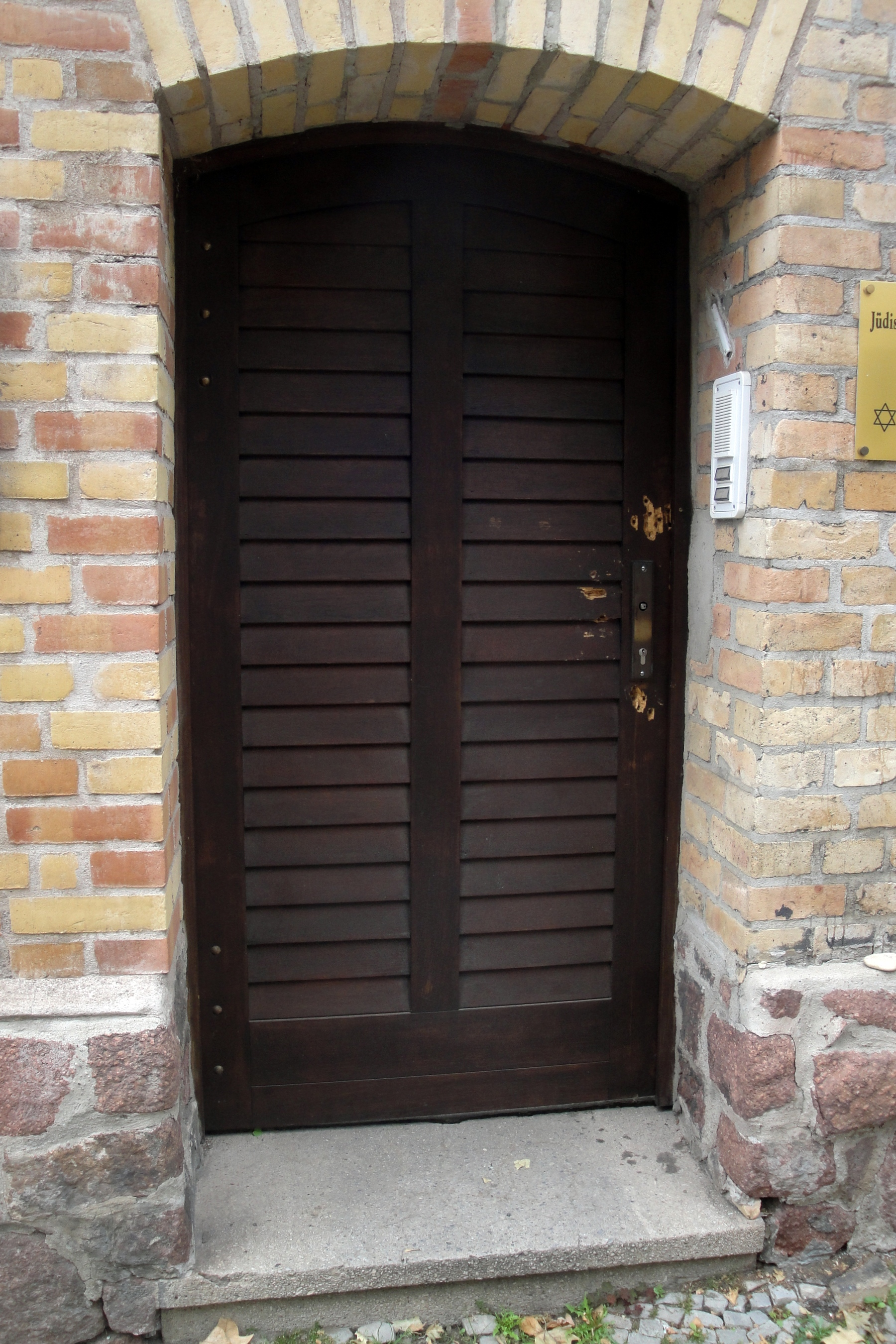
Porte avec impacts de tirs.

Le 9 octobre 2019, vers midi, une personne équipée en tenue militaire tente d'entrer dans la synagogue de Halle-sur-Saale. Il y a 70 à 80 personnes qui prient à l’intérieur pour la principale fête juive du Yom Kippour. La porte d'entrée résiste à l'attaque. Ne pouvant pas entrer, l'assaillant tire avec un pistolet-mitrailleur artisanal à l'extérieur. D'autres attaques se déroulent quasi simultanément dans la ville. Une grenade artisanale est lancée dans le cimetière juif, situé derrière la synagogue, et une autre sur un restaurant turc. Ce restaurant de kebab très proche de la synagogue est aussi attaqué. Le premier bilan fait état de deux morts et deux blessés par balle. Un devant la synagogue, un dans le restaurant de kebab.
Juste après avoir tiré sur sa victime devant le kebab, le terroriste essaye de regagner son véhicule pour s'enfuir, mais une voiture de police arrive et lui barre le chemin. S'ensuit un échange de coups de feu entre lui et les policiers, qui le blessent puis procèdent à son arrestation. Les autorités, croyant alors qu'il y avait deux assaillants dont un encore libre (ce qui sera démenti plus tard dans la journée), demandent aux habitants de la région de rester confinés sans s'approcher des fenêtres. À Landsberg, à environ 15 kilomètres de Halle, des coups de feu auraient été tirés.
La fusillade est diffusée en direct sur la plateforme de vidéo en direct Twitch. La vidéo dure 35 minutes, et a été vue par environ 2 200 personnes dont 5 en direct, avant que Twitch ne la retire.

## Bilan
Le bilan de l’attaque est de deux morts et de deux blessés graves, parmi les passants et les clients du kebab. Le terroriste a été également blessé durant son arrestation,,.

## Assaillant
L'assaillant arrêté est Stephan Balliet. Il est âgé de 27 ans et originaire de Saxe-Anhalt. Il est arrêté en possession d'une caméra portable. Sur la vidéo, il apparaît que sa motivation est l'antisémitisme et le militantisme d’extrême droite. Il insulte notamment sur la vidéo les « Juifs » et les « métèques » « Kanaken »). Il est en outre négationniste, néonazi et antiféministe.
Balliet est décrit par les enquêteurs qui dressent son profil comme un solitaire ultra-radicalisé d'extrême droite, qui passait tout son temps en ligne. Il se qualifie lui-même de « loser incompétent ».
Il est examiné par le psychiatre Norbert Leygraf qui le décrit comme présentant un trouble complexe de la personnalité aux caractéristiques autistiques, mais conscient de l'injustice de ses actes.
Durant son procès à Magdebourg, il est décrit comme socialement isolé et vivant chez sa mère dans un village reculé de Saxe-Anhalt. Il est également adepte des thèses complotistes néonazies. Il avait abandonné ses études et passait la majorité de son temps devant son ordinateur. Au tribunal, il a affirmé avoir « décidé en 2015 de ne plus rien faire pour cette société qui veut me remplacer par des musulmans et des nègres », avant d'être interrompu par le juge Ursula Mertens qui l'avertit qu'elle n'acceptera pas d'insultes dans la salle d'audience.

## Enquête
Le parquet antiterroriste se saisit de l'enquête après l'attaque.
Au cours de la vidéo Twitch diffusée pendant l'attentat, Balliet déclame ce qui s'apparente à un manifeste en anglais, où il explique ses motivations. Il s’y présente comme « Anon », un terme qui désigne les utilisateurs des forums anonymes prisés de l’extrême droite. Il y explique vouloir s’attaquer « aux juifs, source de tous les problèmes » selon lui, et clame sa haine du féminisme, « source du déclin des naissances, qui est le bouc émissaire de l’immigration de masse » toujours selon lui.
L'enquête montre que la vidéo de l'attentat a été partagée « de manière coordonnée » par plusieurs messageries, et que des extraits et des copies de la vidéo circulent également sur d’autres sites, notamment Kohlchan, l'équivalent germanophone de 8chan, tous deux des forums anonymes et sans modération très utilisés par l'extrême-droite. La diffusion de la vidéo de l'attaque en direct et le partage de ses copies sur les forums d'extrême-droite semble indiquer que le mode opératoire de l'attentat a été copié sur celui des attentats de Christchurch.
L'enquête prouve également que ce sont bien les mesures de sécurité de la synagogue de Halle-sur-Saale qui ont permis d'éviter que le terroriste ne puisse entrer dans le bâtiment. Plus précisément, c'est la solidité de la porte, qui a résisté aux coups de feu, qui a empêche Balliet de commettre un massacre.
Le 11 octobre, Stephan Balliet avoue ses motivations antisémites et passe aux aveux complets durant un interrogatoire.
À l'ouverture son procès, le 21 juillet 2020, Balliet confirme qu'il s'est inspiré de Christchurch.

## Procès
Le procès de Stephan Balliet s'ouvre le 16 juillet 2020 au tribunal de Magdebourg (Saxe-Anhlalt), environ un mois après l'ouverture de celui du néonazi auteur de l'Assassinat de Walter Lübcke. Il est accusé d'un double-meurtre, de 9 tentatives d'assassinats, et d'incitation à la haine raciale. Ceci peut lui valoir la prison à perpétuité assortie d'une peine de 15 ans de sûreté.
Très vite la première journée, Balliet doit être interrompu et menacé d'expulsion par la juge Ursula Mertens, car il proférait des insultes contre les migrants, les musulmans et les personnes noires. Il présente ses excuses pour les victimes de l'attaque contre le restaurant turc, mais il ne montre aucun remords pour l'attaque contre la synagogue.
Tout au long de son procès, qui dure presque 6 mois, Balliet n'exprime jamais le moindre remords et doit plusieurs fois être rappelé à l'ordre par la présidente du tribunal pour ses propos conspirationnistes, racistes, misogynes et négationnistes. Il y revendique explicitement ses actes, précisant que fait le d'attaquer la synagogue "n'était pas une erreur" car "ce sont mes ennemis", selon lui.
Le 21 décembre 2020, il est condamné à l'emprisonnement à perpétuité avec une période de sûreté de 15 ans, la peine maximale,.

## Conséquences
L'alerte à Halle-sur-Saale est levée dans la soirée.
La police fédérale allemande intensifie ses contrôles dans les aéroports et les gares du centre de l'Allemagne, et renforce les contrôles sur les routes en direction de la Pologne et de la République tchèque. Des policiers armés sont déployés aux abords des synagogues de Berlin, Dresde et Leipzig.
La communauté juive d'Allemagne exprime son inquiétude après l'attentat, et exige une meilleure protection et une mobilisation contre l'extrême droite.

## Suites
À la Pentecôte suivante (31 mai 2020), Stephan Balliet s'échappe de prison en escaladant un grillage, avant d'être rattrapé peu après, ce qui provoque à nouveau l'indignation de la communauté juive.
Le 5 octobre 2020, peu avant le premier anniversaire de l'attentat, et à l'occasion de la fête juive de Souccot, un étudiant juif qui portait la kippa car il se rendait à la synagogue de Hambourg est agressé à coup de pelles devant le bâtiment, et est grièvement blessé, il reçoit les premiers soins de la part de passants et doit être hospitalisé. L'agresseur présumé, un Allemand de 29 ans d'origine kazakhe en uniforme de la Bundeswehr, a été immédiatement interpellé par les policiers en faction devant le lieu de culte, protégé comme toutes les synagogues en Allemagne. Les enquêteurs ont trouvé sur lui une feuille sur laquelle était dessinée à la main une croix gammée. Selon la porte-parole de la police de Hambourg, le suspect a donné l'impression d'être « extrêmement embrouillé » lors de son interrogatoire. Une enquête est ouverte pour « tentative de meurtre à caractère antisémite », les possibilités de complicité sont très vite écartées. La chancelière Angela Merkel exprime sa « honte » après cette agression.
Le 12 décembre 2022, Stephan prend en otage brièvement deux agents pénitentiaires dans la prison de Burg avant d’être maîtrisé.

## Réactions

### Nationales

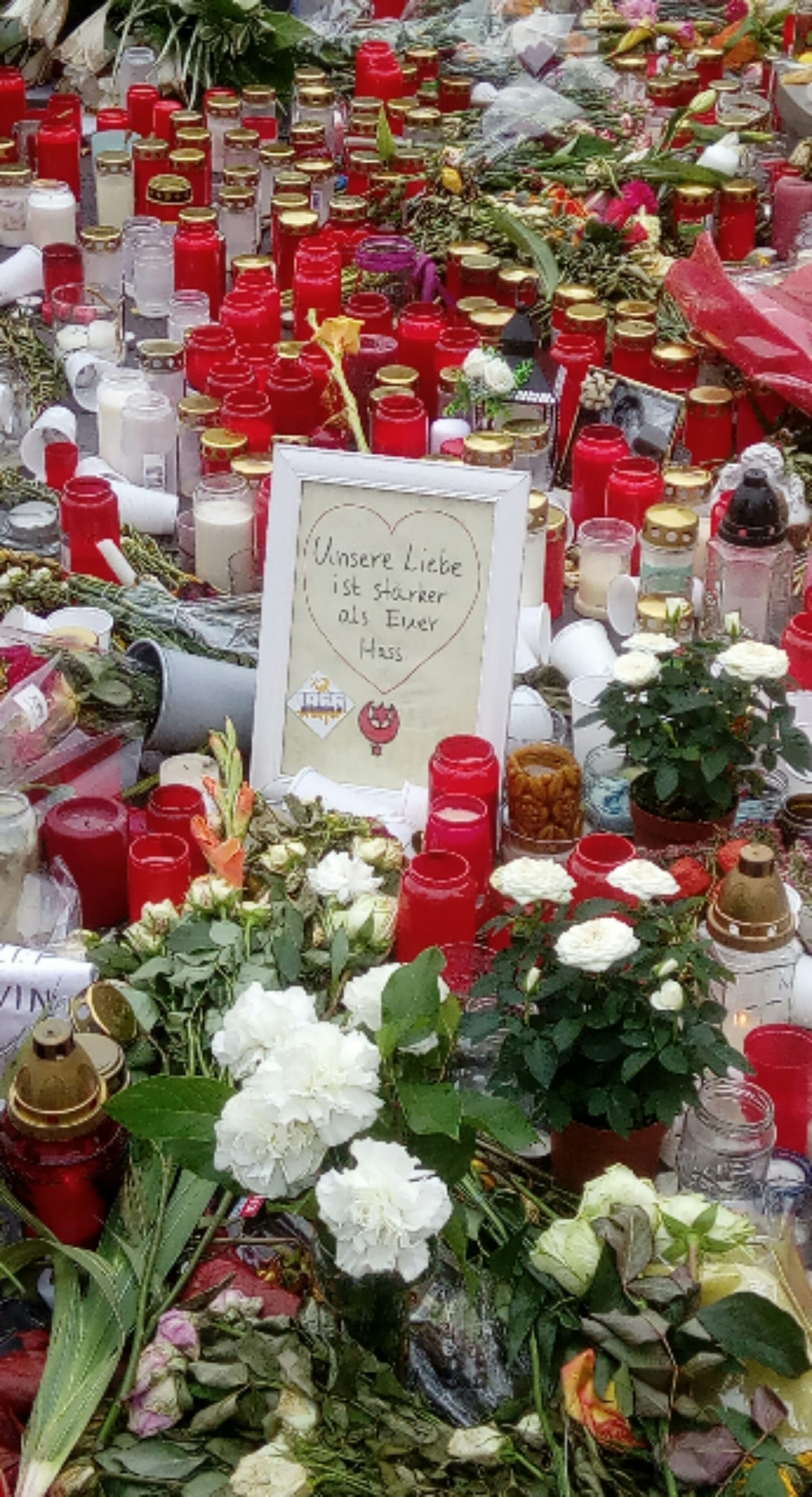
Commémoration des victimes sur la place du marché de Halle

- La chancelière Angela Merkel a dénoncé un « attentat » et s’est rendue dans la soirée en signe de solidarité à la grande synagogue de Berlin[3].
- Le ministre de l'intérieur Horst Seehofer qualifie l'événement d’une « attaque antisémite » pour laquelle un sympathisant « d’extrême droite » est suspecté[3].
- Le président du Conseil central des juifs d’Allemagne, Josef Schuster, estime que l'attentat suscite « un choc profond pour tous les juifs en Allemagne » et juge « scandaleux » que la synagogue n'ait pas été protégée par la police pour la fête du Yom Kippour[3]. Après la condamnation à perpétuité du terroriste Stephan Balliet, le 21 décembre 2020, Schuster estime dans un communiqué que ce verdict était "un jour important pour l'Allemagne", indiquant "clairement que la haine meurtrière contre les juifs connaît une tolérance zéro"[20].

### Internationales

#### Chefs d’État et de gouvernement
- États-Unis : Le président américain Donald Trump condamne « fermement » cette attaque contre une synagogue[3].
- France : Le président français Emmanuel Macron tweete : « L’attaque antisémite de Halle est un choc. Nous la condamnons fermement. J’exprime mon entier soutien à la communauté juive en ce jour de Kippour, ma solidarité avec l’Allemagne, mes pensées aux familles des victimes et à leurs proches »[3].
- Israël :
  - Le premier ministre israélien, Benyamin Nétanyahou, tweete : « L’attentat terroriste contre la communauté de Halle en Allemagne pendant Kippour, le jour le plus sacré pour notre peuple, est une nouvelle expression de l’antisémitisme qui grandit en Europe »[3].
  - Le président israélien Reuven Rivlin déclare dans un communiqué « Nous sommes abasourdis et peinés par les terribles meurtres antisémites qui ont eu lieu aujourd’hui en Allemagne »[3].

#### Autres réactions notables
- Ronald Lauder, le président du Congrès juif mondial, dénonce dans un communiqué : « À présent, nous avons besoin d'actes et plus seulement de paroles » pour protéger les lieux de culte, a dénoncé le président du Congrès juif mondial, « nous devons constituer un front uni contre les néonazis et autres groupes extrémistes. Le fait qu'ils gagnent en influence en Allemagne 75 ans après l'Holocauste est très parlant »[22].
- Une porte-parole de Twitch, la plate-forme utilisée par le terroriste pour diffuser l'attaque, déclare à l'Agence France-Presse : « Nous avons fait au plus vite pour retirer ce contenu, et nous suspendrons tous les comptes qui posteront ou reposteront des images de cet acte abominable »[9].